# Figura Matki Boskiej Niepokalanego Poczęcia w Krakowie
Figura Matki Boskiej Niepokalanego Poczęcia w Krakowie – kamienna figura przedstawiająca postać Najświętszej Maryi Panny, znajdująca się na zbiegu ulic Niepokalanej Panny Marii i Sołtysowskiej.

## Historia
Gdy w 1854 roku Pius IX ogłosił dogmat o Niepokalanym Poczęciu Najświętszej Marii Panny i na terenie Krakowa zaczęły pojawiać się kapliczki z figurami Matki Bożej. Figurka powstała w 1899 roku dzięki staraniom i funduszom mieszkańców. Autor nie jest znany, jednakże prawdopodobnie był nim jeden z krakowskich warsztatów kamieniarskich. Rzeźba została odrestaurowana w 1997 roku.
Kamienna figura usytuowana jest na wyniosłym postumencie w formie czworobocznego filara, na którym to widnieje tablica z rytym, złotym napisem Fundacya Gminy Łęg r. 1899. Rzeźba jest przykryta metalowym, siodłowym daszkiem i wyobraża postać Madonny stojącą na kuli świata i depczącą pysk węża. Figurka otoczona jest ogródkiem oraz pojedynczymi drzewami. Obiekt ten może posłużyć za przykład rzeźby akademickiej w typie przedstawiania tzw. Matki Boskiej Medalikowej, wykonywanych niegdyś masowo w zakładach kamieniarskich. Dzięki swoim walorom artystycznym stanowi doskonały akcent podkreślający centrum dawnej wsi.